# 10 Andromedae
Pour la galaxie, voir Andromède X.
Désignations
10 Andromedae (en abrégé 10 And) est une binaire astrométrique présumée de la constellation d'Andromède. 10 Andromedae est sa désignation de Flamsteed. Elle a une magnitude apparente de 5,81, ce qui signifie qu'elle est faiblement visible à l'œil nu. Basé sur un décalage annuel de la parallaxe de 6,6 mas, elle se situe à ∼ 492 a.l. (∼ 151 pc) de la Terre. Le système se rapproche de la Terre avec une vitesse radiale héliocentrique de −1,1 km/s.
Le composant visible est une géante rouge vieillissante de type spectral M0 III, ce qui signifie qu'elle a consommé l'hydrogène en son cœur et a évolué hors de la séquence principale. Le diamètre angulaire mesuré de cette étoile, après correction de l'assombrissement centre-bord, est de 2,01 mas. Avec la distance, cela donne une taille physique d'environ 33 R☉. L'étoile est environ 359 L☉ fois plus lumineuse que le Soleil.